# Trosse
Trossen (Pl.; Sing. Trosse, fem.) sind im Durchmesser große Taue aus Stahlseil, Pflanzenfasern oder synthetischem Material, die unter anderem für stehendes Gut und laufendes Gut sowie als Festmacher- und Schleppleinen oder auch als Ankertrossen verwendet werden können.
Meyers Großes Konversations-Lexikon von 1905 schreibt dazu, eine Trosse sei „ein starkes Tau, das auf Schiffen als Schleppleine, Verholleine oder Festmacherleine dient, neuerdings meist aus Stahldraht (Drahttrosse, Stahltrosse), seltener aus Hanf (Tautrosse, Manilatrosse) gefertigt ist. Schwimmschlepptrossen sind durch Korkbojen über Wasser gehaltene Stahldrahttaue.“

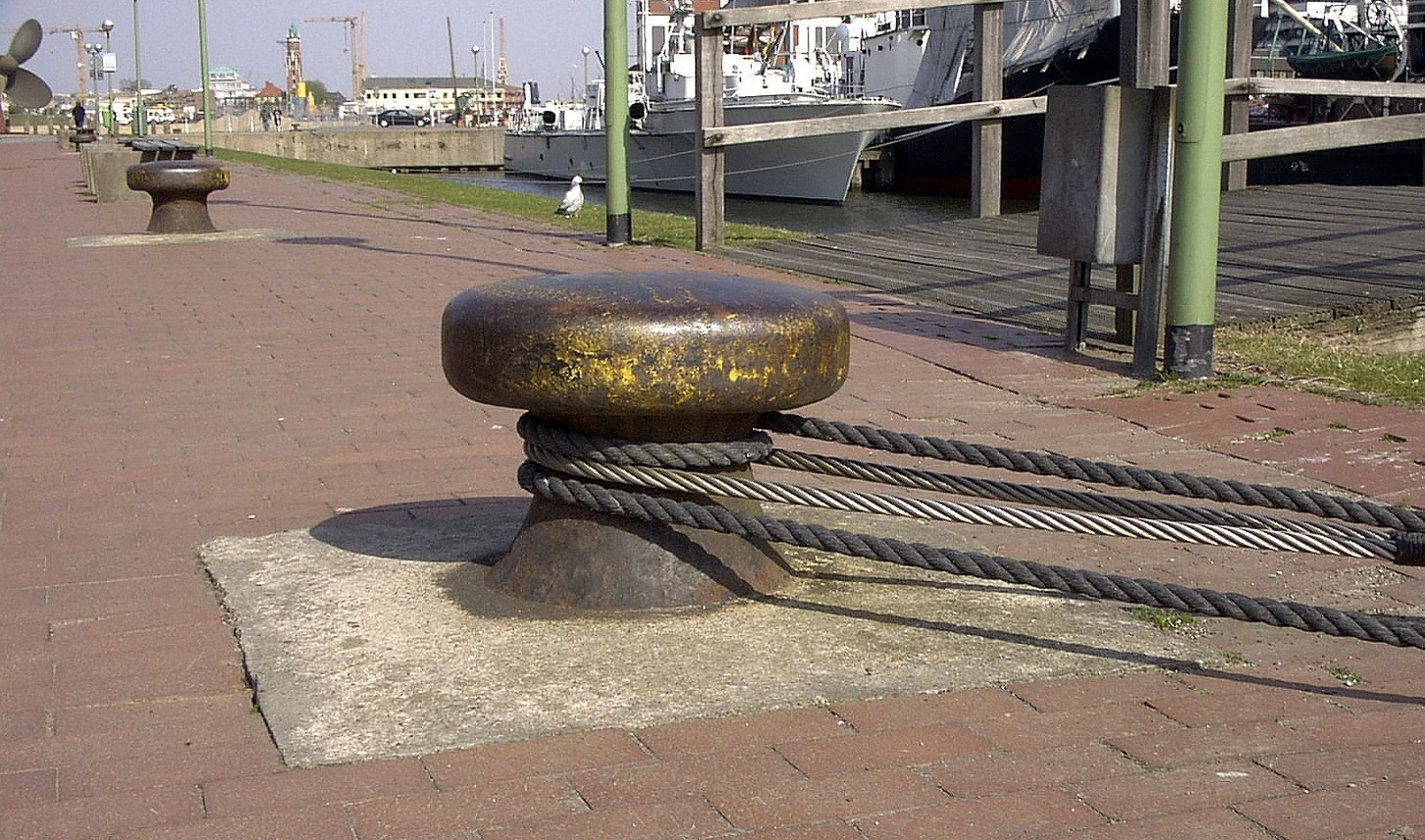
Trossen aus Stahlseil und Pflanzenseilen um einen Poller
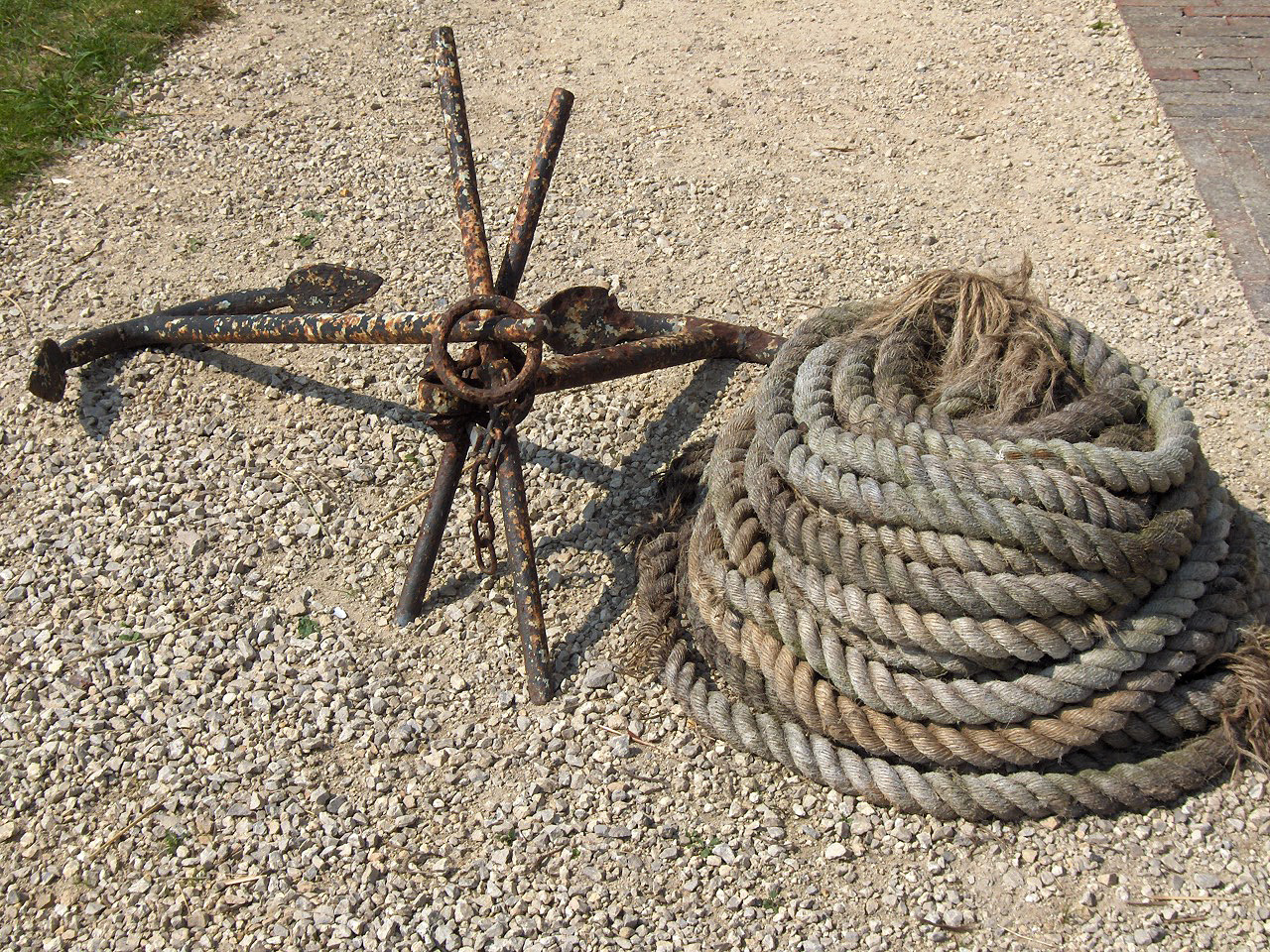
Anker und dazugehörige Ankertrosse
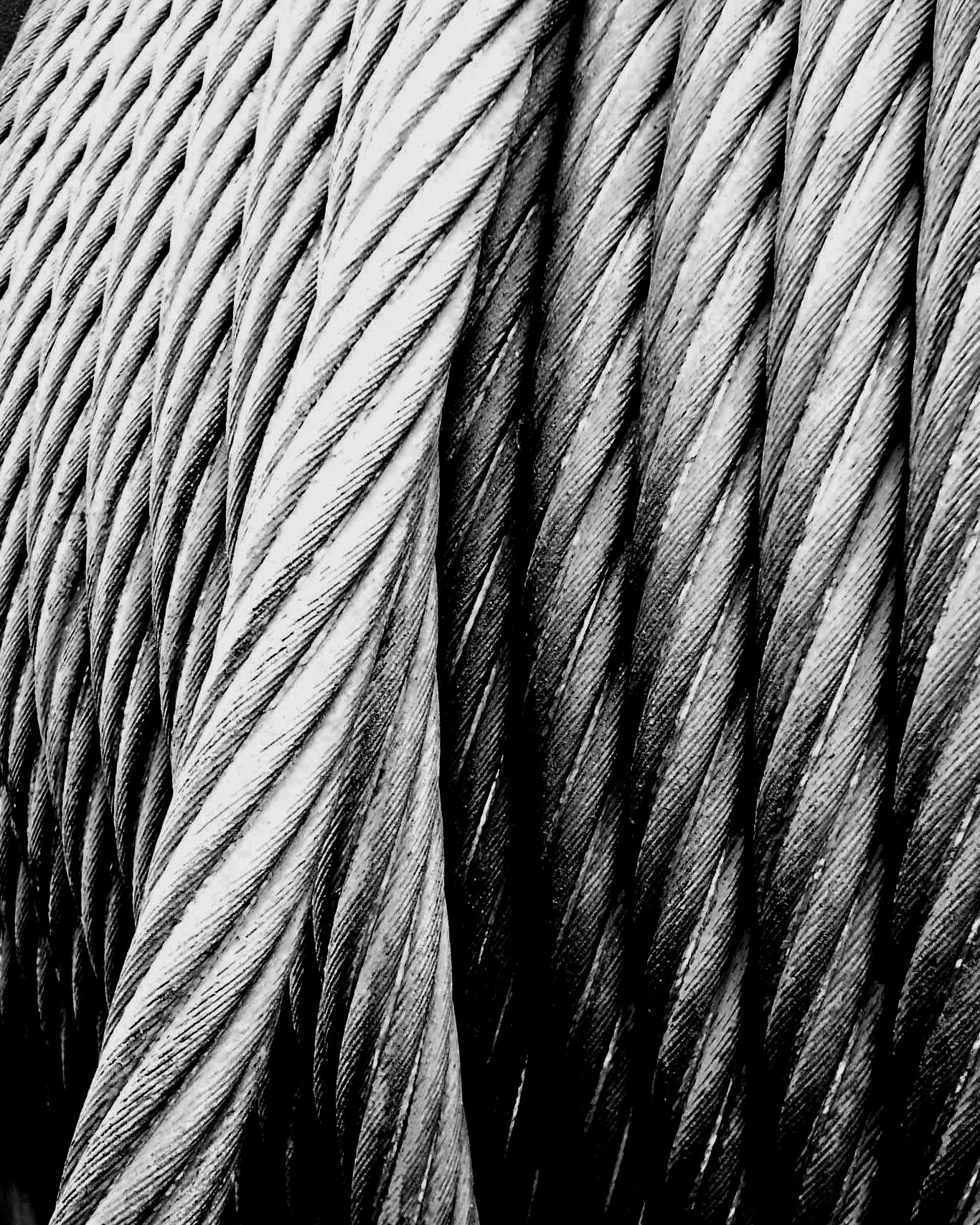
Stahltrosse aufgerollt
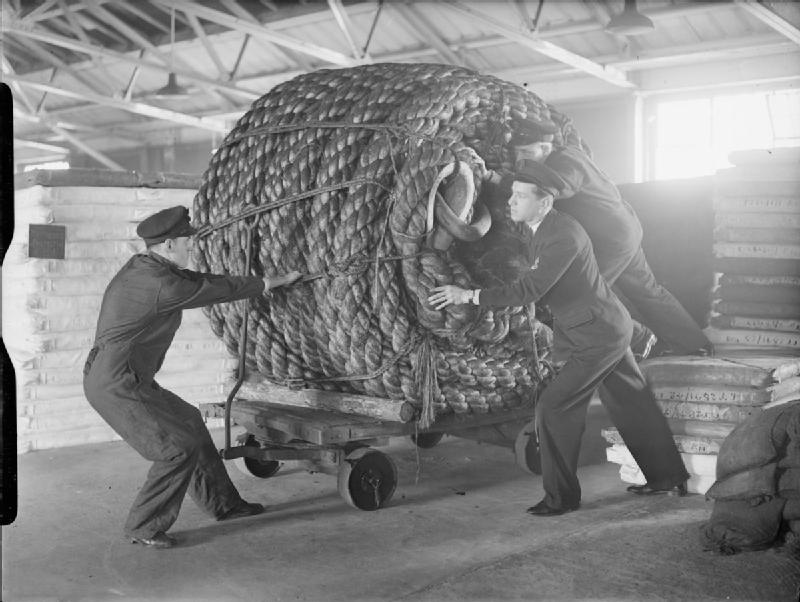
Trosse (16 inch, ca. 41 cm Durchmesser)